# Saint-Hubert
Saint-Hubert – miejscowość i gmina we Francji, w regionie Grand Est, w departamencie Mozela.
Według danych na rok 1990 gminę zamieszkiwały 173 osoby, a gęstość zaludnienia wynosiła 11 osób/km² (wśród 2335 gmin Lotaryngii Saint-Hubert plasuje się na 872. miejscu pod względem liczby ludności, natomiast pod względem powierzchni na miejscu 309.).